# Western Sydney Wanderers FC
Câu lạc bộ bóng đá Western Sydney Wanderers (thông thường gọi là Western Sydney, hay đơn giản là Wanderers) là một câu lạc bộ bóng đá chuyên gia của Úc có trụ sở tại khu vực tây Sydney, tiểu bang New South Wales. Đội bóng hiện đang cạnh tranh trong giải bóng đá hàng đầu của quốc gia là A-League, do Liên đoàn bóng đá Úc (FFA) tổ chức. Đội bóng đã ảnh hưởng lớn tới cả nền bóng đá Australia và châu Á nói chung sau khi có một danh hiệu tại A-League cùng một chiếc Cúp C1 châu Á (AFC Champions League) trong bộ sưu tập trong lịch sử ngắn ngủi của mình. Sự thành công của Western Sydney Wanderers đã được mô tả như là "câu chuyện cổ tích của bóng đá thế giới".
Được thành lập vào tháng 4 năm 2012 theo giấy phép được cấp bởi FFA, Wanderers được thành lập với sự tập trung lớn từ cộng. Một loạt các diễn đàn cộng đồng trên toàn Tây Sydney nhằm chọn tên của câu lạc bộ, màu cờ sắc áo cũng như cách tổ chức và địa điểm thi đấu. Ngay khi mùa giải đầu tiên chơi tại A-League, họ đã vào tới Trận chung kết tổng A-League 2013 và tiếp tục đảm bảo vị trí thứ hai tại giải sau khi tiếp tục vào tới Trận chung kết A-League 2014 trong mùa giải thứ hai tham gia giải đấu. Cũng trong năm đó, câu lạc bộ đã giành Cúp C1 châu Á ngay trong lần đầu tiên tham dự Champions League, và cũng trở thành đội đầu tiên của Úc giành chức vô địch tại giải đấu danh giá nhất châu lục.
Đội bóng đã chuyển địa điểm thi đấu từ Blacktown tới Sân vận động Western Sydney. Một đội trẻ kế cận cạnh tranh trong Giải bóng đá trẻ cúp quốc gia (National Youth League) và sẽ thi đấu tại giải bán chuyên nghiệp National Premier Leagues New South Wales trong năm 2016. Ngoài ra, đội nữ của Western Sydney Wanderers cũng thi đấu tại giải W-League. Các trận đấu của đội trẻ và đội nữ thi đấu ở nhiều sân vận động khác nhau trên toàn Tây Sydney, bao gồm Sân vận động Marconi, Sân vận động Campbelltown và Cook Park. Các câu lạc bộ cũng có một đội bóng đá xe lăn điện cạnh tranh trong giải Western Division Powerchair Football League NSW, với các trận đấu diễn ra tại sân vận động Kevin Betts ở Mt Druitt.

### Thành lập

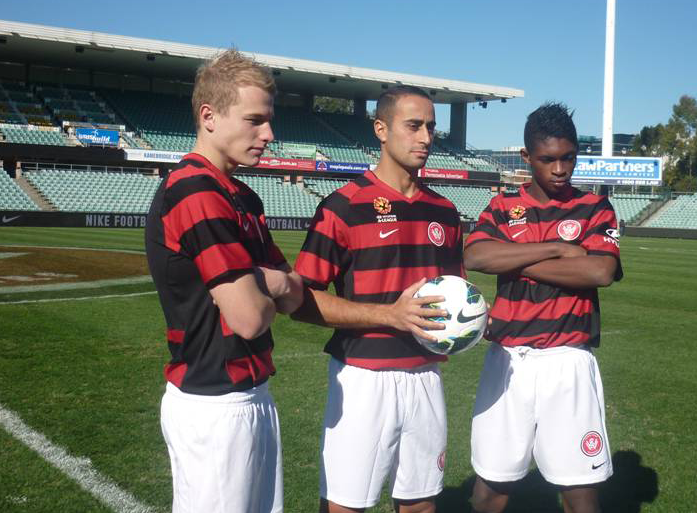
Ba cầu thủ đầu tiên của đội lần lượt là (Mooy, Elrich và Appiah) trong ngày ra mắt tại câu lạc bộ.

## Ban lãnh đạo

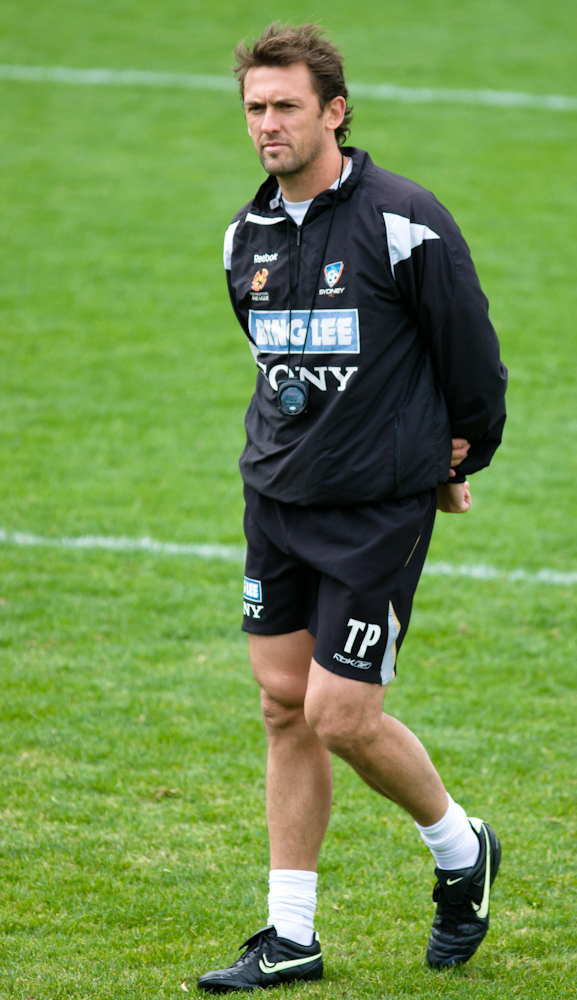
Tony Popovic, huấn luyện viên trưởng đầu tiên của Wanderers.

## Lịch sử